# 凯莱布·弗拉克西
凯莱布·弗拉克西（英語：Caleb Flaxey，1983年8月30日—），生于安大略省士嘉堡，加拿大男子冰壶运动员。他曾代表加拿大获得2014年冬季奥运会冰壶比赛男子团体金牌。